# Paul de Pessemier 's Gravendries
Paul Theodule Baudewijn de Pessemier 's Gravendries (geboren als Paul Theodule Baudewijn Pessemier) (Zandbergen, 17 juli 1951) is een Belgische ondernemer, auteur en monumentenzorger.

## Familie en persoonlijke gegevens
Zijn vader Nestor, telg uit het geslacht Pessemier, leidde het landbouwbedrijf dat hij erfde van zijn vader Omer, eerste schepen in de gemeente Smeerebbe-Vloerzegem. Deze laatste zijn broer Richard, bewoonde het voorouderlijke Kastanjehof in de gemeente Voorde waarvan hij burgemeester was. Na zijn huwelijk met Palmyre De Clercq wisselde Nestor zijn ouderlijk erf in voor een textielhandel die later uitgroeide tot een manufactuur van lingerie en waarin de echtgenote een belangrijke rol speelde. Paul de Pessemier is de vierde van zeven kinderen en werd geboren in de voormalige villa van kunstschilder-etser Jan De Cooman (1893-1949). Hij doorliep een opleiding als graficus-typograaf. Nadien, in 1970, behaalde hij met grote onderscheiding het diploma 'Praktische Psychologie' van de International School (Antwerpen). Hij is getrouwd en heeft een dochter en een zoon.
Bij vonnis van de rechtbank van eerste aanleg van Oudenaarde van 25 mei 1978 werd de familienaam verbeterd in de Pessemier. 

## Beroepsactiviteiten
In 1969 stichtte hij in Brakel het bedrijf Cézann n.v., gespecialiseerd in het bedrukken van glas, hout en textiel.
In 1973 fuseerde het bedrijf met de bvba drukkerij-uitgeverij GeKabé in Wetteren. Vijf jaar later verlegde de firma haar activiteiten naar de confectie en bedrukking van sportkledij. In 1991 verhuisde de onderneming naar de ambachtelijke zone in Oosterzele, met een afdeling in Ksar Hellal (Tunesië).
In 2003 werd hij op voordracht van het ministerie van economische zaken ridder in de Leopoldsorde.
In 2008 werd de concurrentie uit het Verre Oosten te sterk en trok De Pessemier zich terug uit het zakenleven.

## Monumentenzorg
- In 1986 werd hij bestuurder van de Koninklijke Vereniging der Historische Woonsteden en Tuinen van België (Ondervoorzitter van 1996 tot 1999).
- Vanaf 1987 werd hij afgevaardigd bestuurder van het Kasteel van Laarne, eigendom van de voormelde vereniging. Hij ging met zijn gezin op het kasteel wonen en leverde aanzienlijke inspanningen voor het verder restaureren van dit monument, met name van het 14de-eeuwse poortgebouw, de kapel, de crypte, de noordelijke vleugel, de dakbedekking, de weermuren en de vier paviljoenen.
- Van 1989 tot 1995 was hij afgevaardigd bestuurder van het tijdschrift De woonstede door de eeuwen heen - La maison d'hier et d'aujourd'hui, uitgegeven door de voormelde vereniging.
- Hij besteedde meerdere jaren aan het opsporen en terugvorderen van alle archiefstukken en landboeken van het Slot van Laarne die overal verspreid zaten. Al deze artefacten, waarvan de oudste uit de 14e eeuw stammen, zijn intussen summier gerestaureerd, geklasseerd en geïnventariseerd. De Pessemier publiceerde op basis van zijn archiefonderzoek, meerdere artikels over de sociale, bouwkunstige en kunsthistorische geschiedenis van het Slot.
- In mei 2017 werd hem de titel toegekend van erebestuurder van de Koninklijke Vereniging der Historische Woonsteden en Tuinen van België.
- Sinds 2016 was hij conservator van het Slot van Laarne. Vanaf 2021 ere-conservator.

Hij was verder:
- In 1994 medestichter en penningmeester van V.C.M. (Nadien omgevormd tot Forum voor Erfgoedverenigingen en thans tot HERITA).
- Lid van de werkgroep Monumentenzorg van de Koning Boudewijnstichting (1992-1996).
- Lid, (thans erelid) van de Koninklijke Commissie voor Monumenten en Landschappen, afdeling provincie Oost-Vlaanderen (1985-2000).
- Voorzitter van de Gemeentelijke Commissie voor Ruimtelijke Ordening van Destelbergen (2001 – 2006).

## Adel
Paul de Pessemier werd in de Belgische erfelijke adel opgenomen op 30 oktober 1989 met de titel van jonkheer. Hij nam als wapenspreuk Fabrefacere et perseverare.
Bij Koninklijk Besluit van 16 augustus 1990 verkreeg hij machtiging voor hem en zijn nakomelingen de familienaam de Pessemier 's Gravendries aan te nemen. Die naam verwijst naar een locatie in de parochie Michelbeke en de baronie Sint-Maria-Oudenhove. Zijn voorouders waren er gedurende meerdere eeuwen leenman, schepen, burgemeester en erfelijk meier.

## Cultuur
- Stichtend erevoorzitter van de Vereniging voor Lokale Geschiedenis Castellum van Laarne en Kalken (sinds 1983).
- Gedurende 15 jaar voorzitter van de Geschied- en Heemkundige Kring Triverius van Brakel, vervolgens erevoorzitter.
- Redactielid van het kunsthistorisch tijdschrift Historische Woonsteden & Tuinen (2017-2021).
- Bestuurder van Openbaar Kunstbezit Vlaanderen v.z.w. (2018-2024).
- In 2023-2024 schreef hij een tiental lemmata voor de Digitale Encyclopedie van de Vlaamse Beweging (DEVB).

## Vrijmetselarij
In 1977 werd hij ingewijd als Leerling in de Loge La Liberté. Net in die periode dreigde de overkoepelende Obediëntie, de Grootloge van België, haar internationale erkenning te verliezen wegens het niet naleven door haar Werkplaatsen van de Maçonnieke Landmerken, waaronder het geloof in het bestaan van een Opperwezen.
Op 15 juni 1979, twee dagen na de officiële breuk met de United Grand Lodge of England, kwamen afgevaardigden van negen Loges samen en werd de nieuwe, Reguliere Grootloge van België opgericht. Paul de Pessemier was medeoprichter.
Op 26 januari 1980 was er de heroprichting der Kolommen van de Werkplaats La Fidélité (loge) N° 13 in Gent. Die naam verwijst naar een Gentse Loge die werd gesticht in 1837 en in 1854 ‘in slaap’ werd gesteld. De Pessemier was een van de stichtende leden. Hij was nog in La Liberté, op 08/02/1979, bevorderd geworden tot Gezel. Op 01/12/1980 werd hij in zijn nieuwe Loge La Fidélité, verheven tot Meester.
Van uit La Fidélité had er in 1991 een 'uitzwerming' plaats die leidde tot de oprichting van een tweede Gentse Loge: Fides et Amor N° 27. Paul de Pessemier was een van de medestichters maar hij bleef voornamelijk actief binnen La Fidélité.
In 1995 was er een tweede uitzwerming. De reden daartoe was het tweetalig karakter van La Fidélité. Meerdere leden zagen daarin een relatieve belemmering voor een optimale beleving van de Maçonnerie. De Pessemier was een van de drijvende krachten, en de eerste samenkomsten van de Loge in oprichting hadden plaats in het Slot van Laarne. De oprichting der Kolommen van de nieuwe Werkplaats, onder de naam Athanor Loge N° 32 in Gent, gebeurde op 28 oktober 1995.
In 2015 hertaalde hij, in samenwerking met de Voorzittend Meester van Athanor, alle ritualen van de Werkplaats. Die waren nog overgenomen van de Gentse Werkplaatsen Le Septentrion (G.L.B.) en La Fidélité, en waren grotendeels de letterlijke vertaling naar het Nederlands van Franstalige, achttiende-eeuwse teksten.
In 2017 werd hij tot lid gecoöpteerd van de Studieloge Ars Macionica N° 30 van de R.G.L.B. in het Oosten Brussel.
- Sinds 2018 is hij Ere-Geaggregeerd Groot Inspecteur Generaal. Dit is de 33e en hoogste Graad van de Aloude en Aangenomen Schotse Ritus.

## Publicaties

### Boeken

##### Fictie
- De verborgenheid der kolommen. Dat leven en die dood van een vrijmetselaar. Gent: Bola Editions, 2011. (novelle)
- Zwarte Zwanen. Die laatste der prinsen. Gent: Bola Editions, 2012. (roman)
- In Zuid-Vlaanderen. Naar de openbaring van de wereld. Gent: Bola Editions, 2013. (roman)
- De Collectioneur. Antwerpen/Rotterdam: Uitgeverij C. de Vries-Brouwers, 2014. (roman)
- Dystopia. Antwerpen/Rotterdam: Uitgeverij C. de Vries-Brouwers, 2016. (roman)

##### Non-fictie
- Hubert d'Ydewalle. Tielt: Lannoo, 1997. (biografie van ridder Hubert van Outryve d'Ydewalle)
- Inventaris van het Slot van Laarne, in samenwerking met Thierry Maes en Laetitia Bolle, Laarne, 2009.
- Adel in Vlaanderen. Verleden, heden en toekomst. Gent: Borgerhoff & Lamberigts, 2010; ook verschenen als: Noblesse en Flandre. Passé, présent et avenir. Gent: Borgerhoff en Lamberigts, 2010. (essay)
- De fabuleuze levensloop van Hubert d'Ydewalle. Gent: Bola Editions, 2011. (bewerkte biografie)
- Jan De Cooman. De herontdekking van een kunstenaar. Gent: Bola Editions, 2013. (biografie van Jan De Cooman)
- Twintig Jaar Br:. Warmte - De A:. L:. Athanor N° 32 in het O:. Gent. Gent, 2015. (bibliofiele uitgave, genummerd van 1 tot 125)
- Reimond Stijns. Van 'Arm Vlaanderen' tot 'Hard Labeur'. Antwerpen/Rotterdam: Uitgeverij C. de Vries-Brouwers, 2015. (biografie van Reimond Stijns)
- Genealogie van Jonkvrouw de Pessemier ’s Gravendries. Laarne, 2018, 640 pp. (bibliofiele uitgave, genummerd van 1 tot 18)
- Voorouders en verwanten van gravin Marie-Thérèse de Spangen d’Uyternesse. Gavere, 2022, 402 pp. (bibliofiele uitgave, genummerd van 1 tot 32).

##### Kinderliteratuur
- Vijf Huiververhalen uit het Spookslot. Antwerpen/Rotterdam: Uitgeverij C. de Vries-Brouwers, 2016. (geïllustreerd kinderleesboekje)
- Hoe de Kleine Ridder Evert de Mooie Prinses helpt ontsnappen". Gavere: vzw Baudries, 2019. (geïllustreerd kinderleesboekje)

### Artikelen (selectie)
- 'Omtrent de perceptie van de adel in Vlaamse literaire geschriften', in: Bulletin van de Vereniging van de Adel van het Koninkrijk België, nr. 270 (april 2012), pp. 17-35; in: id., nr. 271 (juli 2012), pp. 24-44.
- 'De Zuid-Vlaamse Connectie: Isidoor en Herman Teirlinck, Reimond Stijns, Nestor de Tière en Omer Wattez', in: Triverius, 2015, 4e kwartaal, pp. 22-32.
- 'De kijk van twee externe waarnemers op de hedendaagse Belgische adel / Le regard de deux observateurs externes sur la noblesse belge contemporaine', in: Bulletin van de Vereniging van de Adel van het Koninkrijk België, nr. 285 (januari 2016), pp. 9-30.
- 'De kunstenaarsconnectie rond het Slot van Laarne tijdens het interbellum / Le cercle d’artistes autour du château de Laarne durant l’entre-deux-guerres', in Historische Woonsteden / Maisons d'Hier et d'Aujourd'hui, 2016, 3e trim. nr. 191, pp. 27-33.
- 'De impact van de 20 ons bekende vrijmetselaars op de stichting van België', in: Acta Macionica, nr. 26 (2016), pp. 279-336.
- 'Het Slot van Laarne - Of de vitaliteit van een historisch monument / Le château de Laarne - Ou la vitalité d'un monument historique', in Historische Woonsteden / Maisons d'Hier et d'Aujourd'hui, 2017, 1e trim. nr. 193, pp. 5-10.
- 'Het groteske van leven en dood. De kijk van Michel de Ghelderode op een fabelachtig Vlaanderen', in: Passage, nr. 3 (2017), pp. 59-75.
- 'Over het evolutief karakter van de attitudes en gebruiken van de Belgische adel', in: Bulletin van de Vereniging van de Adel van het Koninkrijk België, nr. 293 (januari 2018), pp. 47-61.
- 'Een roman op het snijpunt van nihilisme en idealisme - De vormingsjaren van Hans Castorp op De Toverberg', in: Passage, nr. 4 (2017), pp. 41-65.
- 'Ginds in de vallei sluimert afgelegen een burcht - Victor Hugo en het kasteel van Beersel / Il gît là dans le val, le château solitaire - Victor Hugo et le château de Beersel' in Historische Woonsteden & Tuinen / Demeures Historiques & Jardins, 2018, 1e trim. nr. 197, pp. 14-19.
- 'Jacques de Lalaing, een begenadigd kunstenaar’, in: Bulletin van de Vereniging van de Adel van het Koninkrijk België, Brussel, nr. 298 (juli 2019), pp. 27-42.
- 'Markiezin Arconatie Visconti – De Elfenhand van Gaasbeek’, Bulletin van de Vereniging van de Adel van het Koninkrijk België, Brussel, nr. 294 (april 2018), pp. 53-82.
- 'Castrale kapellen’, in Bulletin van de Vereniging van de Adel van het Koninkrijk België, Brussel, nr. 306 (april 2020), pp. 55-66.

## Openluchttheater
- Otwin de Lilare. Creatie: Hovingen van het Slot van Laarne, augustus 1992.
- Yanosch. Creatie: Hovingen van het Slot van Laarne, augustus 1994.